# صائت
الصائِت (الجمع: صوائت) أو المُصَوِّتٌ أو الصوت اللِيْن في النطقيات، هو كلام بشري يُنتج بطريق صوتي مفتوح بحيث لا يتراكم ضغط الهواء في أي نقطة فوق مزمار الحنجرة. يختلف هذا عن الحرف الصامت الناتج بإغلاق كامل أو جزئي للطريق الصوتي في نقطة ما على مسيره.
في اللغة العربية الصوائت هي الحركات الثلاثة -الفتح والكسر والضم- وأصوات المد الثلاثة -مد الألف والياء والواو. أما الصوامت (الحروف الصامتة أو الساكنه) فهي كل ما عدا ذلك من الأصوات.
في النطقيات، يعرف الصائت بأنه الصوت الذي يشكل نواة أو قمة مقطع لفظي؛ وهنا يحدث تضارب مع التعريف الصوتي حيث أن بعض الأصوات -كالأصوات المقاربة /j/ و/w/- تنتج بدون حدوث تضيق معتبر في الطريق الصوتي (ولذلك هي صوائت صوتيا) ولكنها تقع على حواف المقاطع اللفظية، كما في كلمتي «يكتب» و«وقف» (وبالتالي هي صوامت صوتيا). تسمى هذه الأصوات بالأصوات شبه الصوائت أو شبه العليلة.
|                                                                       | خلفي                                                                        | شبه خلفي                                                                    | مركزي                                                                       | شبه أمامي                                                                   | أمامي                                                                       |
| مغلق                                                                  | \| ‎i•y‏ ‎ɨ•ʉ‏ ‎ɯ•u‏ ‎ɪ•ʏ‏ ‎ɪ̈•ʊ̈‏ ‎ʊ‏ ‎e•ø‏ ‎ɘ•ɵ‏ ‎ɤ•o‏ ‎ə‏ ‎ɤ̞•o̞‏ ‎e̞•ø̞‏ ‎ɛ•œ‏ ‎ɜ•ɞ‏ ‎ʌ•ɔ‏ ‎æ‏ ‎ɐ‏ ‎a•ɶ‏ ‎ä‏ ‎ɑ•ɒ‏ \| | \| ‎i•y‏ ‎ɨ•ʉ‏ ‎ɯ•u‏ ‎ɪ•ʏ‏ ‎ɪ̈•ʊ̈‏ ‎ʊ‏ ‎e•ø‏ ‎ɘ•ɵ‏ ‎ɤ•o‏ ‎ə‏ ‎ɤ̞•o̞‏ ‎e̞•ø̞‏ ‎ɛ•œ‏ ‎ɜ•ɞ‏ ‎ʌ•ɔ‏ ‎æ‏ ‎ɐ‏ ‎a•ɶ‏ ‎ä‏ ‎ɑ•ɒ‏ \| | \| ‎i•y‏ ‎ɨ•ʉ‏ ‎ɯ•u‏ ‎ɪ•ʏ‏ ‎ɪ̈•ʊ̈‏ ‎ʊ‏ ‎e•ø‏ ‎ɘ•ɵ‏ ‎ɤ•o‏ ‎ə‏ ‎ɤ̞•o̞‏ ‎e̞•ø̞‏ ‎ɛ•œ‏ ‎ɜ•ɞ‏ ‎ʌ•ɔ‏ ‎æ‏ ‎ɐ‏ ‎a•ɶ‏ ‎ä‏ ‎ɑ•ɒ‏ \| | \| ‎i•y‏ ‎ɨ•ʉ‏ ‎ɯ•u‏ ‎ɪ•ʏ‏ ‎ɪ̈•ʊ̈‏ ‎ʊ‏ ‎e•ø‏ ‎ɘ•ɵ‏ ‎ɤ•o‏ ‎ə‏ ‎ɤ̞•o̞‏ ‎e̞•ø̞‏ ‎ɛ•œ‏ ‎ɜ•ɞ‏ ‎ʌ•ɔ‏ ‎æ‏ ‎ɐ‏ ‎a•ɶ‏ ‎ä‏ ‎ɑ•ɒ‏ \| | \| ‎i•y‏ ‎ɨ•ʉ‏ ‎ɯ•u‏ ‎ɪ•ʏ‏ ‎ɪ̈•ʊ̈‏ ‎ʊ‏ ‎e•ø‏ ‎ɘ•ɵ‏ ‎ɤ•o‏ ‎ə‏ ‎ɤ̞•o̞‏ ‎e̞•ø̞‏ ‎ɛ•œ‏ ‎ɜ•ɞ‏ ‎ʌ•ɔ‏ ‎æ‏ ‎ɐ‏ ‎a•ɶ‏ ‎ä‏ ‎ɑ•ɒ‏ \| |
| شبه مغلق                                                              | \| ‎i•y‏ ‎ɨ•ʉ‏ ‎ɯ•u‏ ‎ɪ•ʏ‏ ‎ɪ̈•ʊ̈‏ ‎ʊ‏ ‎e•ø‏ ‎ɘ•ɵ‏ ‎ɤ•o‏ ‎ə‏ ‎ɤ̞•o̞‏ ‎e̞•ø̞‏ ‎ɛ•œ‏ ‎ɜ•ɞ‏ ‎ʌ•ɔ‏ ‎æ‏ ‎ɐ‏ ‎a•ɶ‏ ‎ä‏ ‎ɑ•ɒ‏ \| | \| ‎i•y‏ ‎ɨ•ʉ‏ ‎ɯ•u‏ ‎ɪ•ʏ‏ ‎ɪ̈•ʊ̈‏ ‎ʊ‏ ‎e•ø‏ ‎ɘ•ɵ‏ ‎ɤ•o‏ ‎ə‏ ‎ɤ̞•o̞‏ ‎e̞•ø̞‏ ‎ɛ•œ‏ ‎ɜ•ɞ‏ ‎ʌ•ɔ‏ ‎æ‏ ‎ɐ‏ ‎a•ɶ‏ ‎ä‏ ‎ɑ•ɒ‏ \| | \| ‎i•y‏ ‎ɨ•ʉ‏ ‎ɯ•u‏ ‎ɪ•ʏ‏ ‎ɪ̈•ʊ̈‏ ‎ʊ‏ ‎e•ø‏ ‎ɘ•ɵ‏ ‎ɤ•o‏ ‎ə‏ ‎ɤ̞•o̞‏ ‎e̞•ø̞‏ ‎ɛ•œ‏ ‎ɜ•ɞ‏ ‎ʌ•ɔ‏ ‎æ‏ ‎ɐ‏ ‎a•ɶ‏ ‎ä‏ ‎ɑ•ɒ‏ \| | \| ‎i•y‏ ‎ɨ•ʉ‏ ‎ɯ•u‏ ‎ɪ•ʏ‏ ‎ɪ̈•ʊ̈‏ ‎ʊ‏ ‎e•ø‏ ‎ɘ•ɵ‏ ‎ɤ•o‏ ‎ə‏ ‎ɤ̞•o̞‏ ‎e̞•ø̞‏ ‎ɛ•œ‏ ‎ɜ•ɞ‏ ‎ʌ•ɔ‏ ‎æ‏ ‎ɐ‏ ‎a•ɶ‏ ‎ä‏ ‎ɑ•ɒ‏ \| | \| ‎i•y‏ ‎ɨ•ʉ‏ ‎ɯ•u‏ ‎ɪ•ʏ‏ ‎ɪ̈•ʊ̈‏ ‎ʊ‏ ‎e•ø‏ ‎ɘ•ɵ‏ ‎ɤ•o‏ ‎ə‏ ‎ɤ̞•o̞‏ ‎e̞•ø̞‏ ‎ɛ•œ‏ ‎ɜ•ɞ‏ ‎ʌ•ɔ‏ ‎æ‏ ‎ɐ‏ ‎a•ɶ‏ ‎ä‏ ‎ɑ•ɒ‏ \| |
| متوسط مغلق                                                            | \| ‎i•y‏ ‎ɨ•ʉ‏ ‎ɯ•u‏ ‎ɪ•ʏ‏ ‎ɪ̈•ʊ̈‏ ‎ʊ‏ ‎e•ø‏ ‎ɘ•ɵ‏ ‎ɤ•o‏ ‎ə‏ ‎ɤ̞•o̞‏ ‎e̞•ø̞‏ ‎ɛ•œ‏ ‎ɜ•ɞ‏ ‎ʌ•ɔ‏ ‎æ‏ ‎ɐ‏ ‎a•ɶ‏ ‎ä‏ ‎ɑ•ɒ‏ \| | \| ‎i•y‏ ‎ɨ•ʉ‏ ‎ɯ•u‏ ‎ɪ•ʏ‏ ‎ɪ̈•ʊ̈‏ ‎ʊ‏ ‎e•ø‏ ‎ɘ•ɵ‏ ‎ɤ•o‏ ‎ə‏ ‎ɤ̞•o̞‏ ‎e̞•ø̞‏ ‎ɛ•œ‏ ‎ɜ•ɞ‏ ‎ʌ•ɔ‏ ‎æ‏ ‎ɐ‏ ‎a•ɶ‏ ‎ä‏ ‎ɑ•ɒ‏ \| | \| ‎i•y‏ ‎ɨ•ʉ‏ ‎ɯ•u‏ ‎ɪ•ʏ‏ ‎ɪ̈•ʊ̈‏ ‎ʊ‏ ‎e•ø‏ ‎ɘ•ɵ‏ ‎ɤ•o‏ ‎ə‏ ‎ɤ̞•o̞‏ ‎e̞•ø̞‏ ‎ɛ•œ‏ ‎ɜ•ɞ‏ ‎ʌ•ɔ‏ ‎æ‏ ‎ɐ‏ ‎a•ɶ‏ ‎ä‏ ‎ɑ•ɒ‏ \| | \| ‎i•y‏ ‎ɨ•ʉ‏ ‎ɯ•u‏ ‎ɪ•ʏ‏ ‎ɪ̈•ʊ̈‏ ‎ʊ‏ ‎e•ø‏ ‎ɘ•ɵ‏ ‎ɤ•o‏ ‎ə‏ ‎ɤ̞•o̞‏ ‎e̞•ø̞‏ ‎ɛ•œ‏ ‎ɜ•ɞ‏ ‎ʌ•ɔ‏ ‎æ‏ ‎ɐ‏ ‎a•ɶ‏ ‎ä‏ ‎ɑ•ɒ‏ \| | \| ‎i•y‏ ‎ɨ•ʉ‏ ‎ɯ•u‏ ‎ɪ•ʏ‏ ‎ɪ̈•ʊ̈‏ ‎ʊ‏ ‎e•ø‏ ‎ɘ•ɵ‏ ‎ɤ•o‏ ‎ə‏ ‎ɤ̞•o̞‏ ‎e̞•ø̞‏ ‎ɛ•œ‏ ‎ɜ•ɞ‏ ‎ʌ•ɔ‏ ‎æ‏ ‎ɐ‏ ‎a•ɶ‏ ‎ä‏ ‎ɑ•ɒ‏ \| |
| متوسط                                                                 | \| ‎i•y‏ ‎ɨ•ʉ‏ ‎ɯ•u‏ ‎ɪ•ʏ‏ ‎ɪ̈•ʊ̈‏ ‎ʊ‏ ‎e•ø‏ ‎ɘ•ɵ‏ ‎ɤ•o‏ ‎ə‏ ‎ɤ̞•o̞‏ ‎e̞•ø̞‏ ‎ɛ•œ‏ ‎ɜ•ɞ‏ ‎ʌ•ɔ‏ ‎æ‏ ‎ɐ‏ ‎a•ɶ‏ ‎ä‏ ‎ɑ•ɒ‏ \| | \| ‎i•y‏ ‎ɨ•ʉ‏ ‎ɯ•u‏ ‎ɪ•ʏ‏ ‎ɪ̈•ʊ̈‏ ‎ʊ‏ ‎e•ø‏ ‎ɘ•ɵ‏ ‎ɤ•o‏ ‎ə‏ ‎ɤ̞•o̞‏ ‎e̞•ø̞‏ ‎ɛ•œ‏ ‎ɜ•ɞ‏ ‎ʌ•ɔ‏ ‎æ‏ ‎ɐ‏ ‎a•ɶ‏ ‎ä‏ ‎ɑ•ɒ‏ \| | \| ‎i•y‏ ‎ɨ•ʉ‏ ‎ɯ•u‏ ‎ɪ•ʏ‏ ‎ɪ̈•ʊ̈‏ ‎ʊ‏ ‎e•ø‏ ‎ɘ•ɵ‏ ‎ɤ•o‏ ‎ə‏ ‎ɤ̞•o̞‏ ‎e̞•ø̞‏ ‎ɛ•œ‏ ‎ɜ•ɞ‏ ‎ʌ•ɔ‏ ‎æ‏ ‎ɐ‏ ‎a•ɶ‏ ‎ä‏ ‎ɑ•ɒ‏ \| | \| ‎i•y‏ ‎ɨ•ʉ‏ ‎ɯ•u‏ ‎ɪ•ʏ‏ ‎ɪ̈•ʊ̈‏ ‎ʊ‏ ‎e•ø‏ ‎ɘ•ɵ‏ ‎ɤ•o‏ ‎ə‏ ‎ɤ̞•o̞‏ ‎e̞•ø̞‏ ‎ɛ•œ‏ ‎ɜ•ɞ‏ ‎ʌ•ɔ‏ ‎æ‏ ‎ɐ‏ ‎a•ɶ‏ ‎ä‏ ‎ɑ•ɒ‏ \| | \| ‎i•y‏ ‎ɨ•ʉ‏ ‎ɯ•u‏ ‎ɪ•ʏ‏ ‎ɪ̈•ʊ̈‏ ‎ʊ‏ ‎e•ø‏ ‎ɘ•ɵ‏ ‎ɤ•o‏ ‎ə‏ ‎ɤ̞•o̞‏ ‎e̞•ø̞‏ ‎ɛ•œ‏ ‎ɜ•ɞ‏ ‎ʌ•ɔ‏ ‎æ‏ ‎ɐ‏ ‎a•ɶ‏ ‎ä‏ ‎ɑ•ɒ‏ \| |
| متوسط مفتوح                                                           | \| ‎i•y‏ ‎ɨ•ʉ‏ ‎ɯ•u‏ ‎ɪ•ʏ‏ ‎ɪ̈•ʊ̈‏ ‎ʊ‏ ‎e•ø‏ ‎ɘ•ɵ‏ ‎ɤ•o‏ ‎ə‏ ‎ɤ̞•o̞‏ ‎e̞•ø̞‏ ‎ɛ•œ‏ ‎ɜ•ɞ‏ ‎ʌ•ɔ‏ ‎æ‏ ‎ɐ‏ ‎a•ɶ‏ ‎ä‏ ‎ɑ•ɒ‏ \| | \| ‎i•y‏ ‎ɨ•ʉ‏ ‎ɯ•u‏ ‎ɪ•ʏ‏ ‎ɪ̈•ʊ̈‏ ‎ʊ‏ ‎e•ø‏ ‎ɘ•ɵ‏ ‎ɤ•o‏ ‎ə‏ ‎ɤ̞•o̞‏ ‎e̞•ø̞‏ ‎ɛ•œ‏ ‎ɜ•ɞ‏ ‎ʌ•ɔ‏ ‎æ‏ ‎ɐ‏ ‎a•ɶ‏ ‎ä‏ ‎ɑ•ɒ‏ \| | \| ‎i•y‏ ‎ɨ•ʉ‏ ‎ɯ•u‏ ‎ɪ•ʏ‏ ‎ɪ̈•ʊ̈‏ ‎ʊ‏ ‎e•ø‏ ‎ɘ•ɵ‏ ‎ɤ•o‏ ‎ə‏ ‎ɤ̞•o̞‏ ‎e̞•ø̞‏ ‎ɛ•œ‏ ‎ɜ•ɞ‏ ‎ʌ•ɔ‏ ‎æ‏ ‎ɐ‏ ‎a•ɶ‏ ‎ä‏ ‎ɑ•ɒ‏ \| | \| ‎i•y‏ ‎ɨ•ʉ‏ ‎ɯ•u‏ ‎ɪ•ʏ‏ ‎ɪ̈•ʊ̈‏ ‎ʊ‏ ‎e•ø‏ ‎ɘ•ɵ‏ ‎ɤ•o‏ ‎ə‏ ‎ɤ̞•o̞‏ ‎e̞•ø̞‏ ‎ɛ•œ‏ ‎ɜ•ɞ‏ ‎ʌ•ɔ‏ ‎æ‏ ‎ɐ‏ ‎a•ɶ‏ ‎ä‏ ‎ɑ•ɒ‏ \| | \| ‎i•y‏ ‎ɨ•ʉ‏ ‎ɯ•u‏ ‎ɪ•ʏ‏ ‎ɪ̈•ʊ̈‏ ‎ʊ‏ ‎e•ø‏ ‎ɘ•ɵ‏ ‎ɤ•o‏ ‎ə‏ ‎ɤ̞•o̞‏ ‎e̞•ø̞‏ ‎ɛ•œ‏ ‎ɜ•ɞ‏ ‎ʌ•ɔ‏ ‎æ‏ ‎ɐ‏ ‎a•ɶ‏ ‎ä‏ ‎ɑ•ɒ‏ \| |
| شبه مفتوح                                                             | \| ‎i•y‏ ‎ɨ•ʉ‏ ‎ɯ•u‏ ‎ɪ•ʏ‏ ‎ɪ̈•ʊ̈‏ ‎ʊ‏ ‎e•ø‏ ‎ɘ•ɵ‏ ‎ɤ•o‏ ‎ə‏ ‎ɤ̞•o̞‏ ‎e̞•ø̞‏ ‎ɛ•œ‏ ‎ɜ•ɞ‏ ‎ʌ•ɔ‏ ‎æ‏ ‎ɐ‏ ‎a•ɶ‏ ‎ä‏ ‎ɑ•ɒ‏ \| | \| ‎i•y‏ ‎ɨ•ʉ‏ ‎ɯ•u‏ ‎ɪ•ʏ‏ ‎ɪ̈•ʊ̈‏ ‎ʊ‏ ‎e•ø‏ ‎ɘ•ɵ‏ ‎ɤ•o‏ ‎ə‏ ‎ɤ̞•o̞‏ ‎e̞•ø̞‏ ‎ɛ•œ‏ ‎ɜ•ɞ‏ ‎ʌ•ɔ‏ ‎æ‏ ‎ɐ‏ ‎a•ɶ‏ ‎ä‏ ‎ɑ•ɒ‏ \| | \| ‎i•y‏ ‎ɨ•ʉ‏ ‎ɯ•u‏ ‎ɪ•ʏ‏ ‎ɪ̈•ʊ̈‏ ‎ʊ‏ ‎e•ø‏ ‎ɘ•ɵ‏ ‎ɤ•o‏ ‎ə‏ ‎ɤ̞•o̞‏ ‎e̞•ø̞‏ ‎ɛ•œ‏ ‎ɜ•ɞ‏ ‎ʌ•ɔ‏ ‎æ‏ ‎ɐ‏ ‎a•ɶ‏ ‎ä‏ ‎ɑ•ɒ‏ \| | \| ‎i•y‏ ‎ɨ•ʉ‏ ‎ɯ•u‏ ‎ɪ•ʏ‏ ‎ɪ̈•ʊ̈‏ ‎ʊ‏ ‎e•ø‏ ‎ɘ•ɵ‏ ‎ɤ•o‏ ‎ə‏ ‎ɤ̞•o̞‏ ‎e̞•ø̞‏ ‎ɛ•œ‏ ‎ɜ•ɞ‏ ‎ʌ•ɔ‏ ‎æ‏ ‎ɐ‏ ‎a•ɶ‏ ‎ä‏ ‎ɑ•ɒ‏ \| | \| ‎i•y‏ ‎ɨ•ʉ‏ ‎ɯ•u‏ ‎ɪ•ʏ‏ ‎ɪ̈•ʊ̈‏ ‎ʊ‏ ‎e•ø‏ ‎ɘ•ɵ‏ ‎ɤ•o‏ ‎ə‏ ‎ɤ̞•o̞‏ ‎e̞•ø̞‏ ‎ɛ•œ‏ ‎ɜ•ɞ‏ ‎ʌ•ɔ‏ ‎æ‏ ‎ɐ‏ ‎a•ɶ‏ ‎ä‏ ‎ɑ•ɒ‏ \| |
| مفتوح                                                                 | \| ‎i•y‏ ‎ɨ•ʉ‏ ‎ɯ•u‏ ‎ɪ•ʏ‏ ‎ɪ̈•ʊ̈‏ ‎ʊ‏ ‎e•ø‏ ‎ɘ•ɵ‏ ‎ɤ•o‏ ‎ə‏ ‎ɤ̞•o̞‏ ‎e̞•ø̞‏ ‎ɛ•œ‏ ‎ɜ•ɞ‏ ‎ʌ•ɔ‏ ‎æ‏ ‎ɐ‏ ‎a•ɶ‏ ‎ä‏ ‎ɑ•ɒ‏ \| | \| ‎i•y‏ ‎ɨ•ʉ‏ ‎ɯ•u‏ ‎ɪ•ʏ‏ ‎ɪ̈•ʊ̈‏ ‎ʊ‏ ‎e•ø‏ ‎ɘ•ɵ‏ ‎ɤ•o‏ ‎ə‏ ‎ɤ̞•o̞‏ ‎e̞•ø̞‏ ‎ɛ•œ‏ ‎ɜ•ɞ‏ ‎ʌ•ɔ‏ ‎æ‏ ‎ɐ‏ ‎a•ɶ‏ ‎ä‏ ‎ɑ•ɒ‏ \| | \| ‎i•y‏ ‎ɨ•ʉ‏ ‎ɯ•u‏ ‎ɪ•ʏ‏ ‎ɪ̈•ʊ̈‏ ‎ʊ‏ ‎e•ø‏ ‎ɘ•ɵ‏ ‎ɤ•o‏ ‎ə‏ ‎ɤ̞•o̞‏ ‎e̞•ø̞‏ ‎ɛ•œ‏ ‎ɜ•ɞ‏ ‎ʌ•ɔ‏ ‎æ‏ ‎ɐ‏ ‎a•ɶ‏ ‎ä‏ ‎ɑ•ɒ‏ \| | \| ‎i•y‏ ‎ɨ•ʉ‏ ‎ɯ•u‏ ‎ɪ•ʏ‏ ‎ɪ̈•ʊ̈‏ ‎ʊ‏ ‎e•ø‏ ‎ɘ•ɵ‏ ‎ɤ•o‏ ‎ə‏ ‎ɤ̞•o̞‏ ‎e̞•ø̞‏ ‎ɛ•œ‏ ‎ɜ•ɞ‏ ‎ʌ•ɔ‏ ‎æ‏ ‎ɐ‏ ‎a•ɶ‏ ‎ä‏ ‎ɑ•ɒ‏ \| | \| ‎i•y‏ ‎ɨ•ʉ‏ ‎ɯ•u‏ ‎ɪ•ʏ‏ ‎ɪ̈•ʊ̈‏ ‎ʊ‏ ‎e•ø‏ ‎ɘ•ɵ‏ ‎ɤ•o‏ ‎ə‏ ‎ɤ̞•o̞‏ ‎e̞•ø̞‏ ‎ɛ•œ‏ ‎ɜ•ɞ‏ ‎ʌ•ɔ‏ ‎æ‏ ‎ɐ‏ ‎a•ɶ‏ ‎ä‏ ‎ɑ•ɒ‏ \| |
| ‎i•y‏ ‎ɨ•ʉ‏ ‎ɯ•u‏ ‎ɪ•ʏ‏ ‎ɪ̈•ʊ̈‏ ‎ʊ‏ ‎e•ø‏ ‎ɘ•ɵ‏ ‎ɤ•o‏ ‎ə‏ ‎ɤ̞•o̞‏ ‎e̞•ø̞‏ ‎ɛ•œ‏ ‎ɜ•ɞ‏ ‎ʌ•ɔ‏ ‎æ‏ ‎ɐ‏ ‎a•ɶ‏ ‎ä‏ ‎ɑ•ɒ‏ |                                                                             |                                                                             |                                                                             |                                                                             |                                                                             |

## تمايز الصوائت
العوامل التي تمايز الأصوات الصائتية المختلفة عن بعضها أثناء النطق هي:
- الموضع العمودي للسان، والذي يحدد ما يعرف بالارتفاع.
- الموضع الأفقي للسان، والذي يحدد ما يعرف بالتأخر.
- ضم الشفتين من عدمه؛ يسمى ضم الشفتين بالتدوير.
- موضع الحنك الرخو والذي يحدد الأنفية.
- اهتزاز الحبال الصوتية من عدمه، والذي يحدد الجهر.

المواقع النسبية للسان أثناء نطق الصوائت المرجعية

- انسحاب جذر اللسان.
- البلعمة.

### الصوائت المرجعية
الصوائت المرجعية (بالإنجليزية: cardinal vowels)‏ هي مجموعة من الصوائت التي يستخدمها علماء الصوتيات كنقاط مرجعية يحددون على أساسها «مواقع» الصوائت الأخرى، وهو نظام ابتكره عالِم الصوتيات البريطاني دانيال جونز. تمثل هذه الصوائت أقصى درجات التطرف في كل اتجاه من الاتجاهات التي يمكن أن يتحرك فيها اللسان أثناء إنتاج الصوائت.

### ارتفاع الصائت
يتحدد ارتفاع الصائت حسب الموضع العمودي للسان بالنسبة لسقف الفم. في الصوائت العالية كـ /i/ و/u/ يكون اللسان عاليا في الفم، أم في الصوائت المنخفضة كـ /a/ يكون اللسان منخفضا في الفم. في الأبجدية الصوتية الدولية (IPA) يستخدم مصطلح صائت مغلق بدلا من صائت عالي وصائت مفتوح بدلا من صائت منخفض.
توجد في IPA سبعة ارتفاعات صائتية مختلفة:
- صائت مغلق (عال)
- صائت قرب مغلق
- صائت متوسط مغلق
- صائت متوسط
- صائت متوسط مفتوح
- صائت قرب مفتوح
- صائت مفتوح (منخفض)

تحتوي كثير من اللغات -كالإنجليزية مثلا- على صوائت من الارتفاعات السبعة المختلفة. أما اللغة العربية الفصيحة فإنها نظريا تحتوي على صوائت من الارتفاع والانخفاض الأقصيين فقط.

مواضع اللسان خلال نطق الصوائت المرجعية الأمامية

### تأخر الصائت
يشير تأخر الصائت أو تقدمه إلى موقع اللسان الأفقي داخل الفم أثناء نطق الصائت. في الصوائت المتقدمة أو الأمامية  كـ /i/ يكون اللسان أقرب لمقدمة الفم، بينما في الصوائت المتاخرة أو الخلفية كـ /u/ يكون اللسان أقرب لمؤخرة الفم.
يوجد في IPA خمسة درجات مختلفة من التأخر الصائتي:
- صائت أمامي
- صائت قرب أمامي
- صائت مركزي
- صائت قرب خلفي
- صائت خلفي

### تدوير الصائت
تدوير الصائت يشير إلى كون الشفاه مضمومة أثناء نطقه، والتدوير الصائتي هو ظاهرة فرعية من ظاهرة أعم هي التشفيه أو الإشمام التي يمكن أن ترافق الصوامت كما الصوائت، ولكن مصطلح التدوير يستخدم عادة عند الحديث عن الصوائت بدلا من مصطلح التشفيه.
في معظم لغات العالم يكون التدوير مجرد ظاهرة تعزيزية للصوائت الخلفية المائلة إلى الارتفاع، ويزيد التدوير فيها بزيادة ارتفاع الصائت الخلفي (مثلا الضمة في اللغة العربية)، وبذلك فهي ظاهرة غير مميزة لأن التدوير هو من جنس التأخير كما أن عدم التدوير هو من جنس التقديم. ولكن هناك بعض اللغات التي يتم فيها التمييز بين التأخر والتقدم وبين التدوير؛ على سبيل المثال، تحوي اللغات اليونانية القديمة واللاتينية والفرنسية والألمانية صوائت امامية مدورة (حرف υ اليوناني و y اللاتيني و u الفرنسي وö وü الألمانيان) وكذلك تحوي اللغات التركية واللغة الفيتنامية صوائت خلفية غير مدورة. توجد هذه التمايزات أيضا في اللغات الأورالية واللغة الكورية.
يتأثر صوت الصائت المدور بطريقة ضم الشفاه، حيث يمكن أن يكون الضم مقرونا ببروز الشفاه (exolabial)، وهو الشائع في كثير من اللغات ومنها العربية، ويمكن أن لا يكون كذلك (endolabial)، وهذا موجود على سبيل المثال في نطق صوت /u/ الياباني.

### أنفية الصائت
الأنفية في نطق الصوائت هي فرع من ظاهرة الخيشمة العامة التي يمكن أن تلحق الصوامت كما الصوائت. في اللفظ الأنفي أو الخيشومي لصوت ما ينخفض الحنك اللين ويخرج جزء من تيار الهواء من الانف بالإضافة إلى خروجه من الفم، بينما في اللفظ الفموي البحت يخرج كامل تيار الهواء من الفم. تشتهر اللغة الفرنسية بوجود التمايز فيها بين الصوائت الأنفية والفموية، ويوجد مثل هذا التمايز أيضا في اللغة البولندية والبرتغالية.

### جهرية الصائت
الجهر في الأصوات عموما، أو التصويت، هو اهتزاز الحبال الصوتية أثناء نطق الصوت. تكون الصوائت عادة (كما كل السونورات) مجهورة، ولكن هناك في عدد من لغات الهنود الحمر تمايز بين صوائت مجهورة ونظائر غير مجهورة (مهموسة). في اللغة اليابانية والفرنسية الكيبيكية، غالبا ما تهمس الصوائت عندما تقع بين صامتين (حرفين ساكنين) مهموسين.

## الطبيعة الثابتة مقابل الطبيعة المتغيرة
لا يشترط في اللسان أن يبقى ثابتا في موقع واحد أثناء إنتاج صائت، حيث من الممكن أن يبدأ اللسان في موقع ما ثم يتحرك بانسيابية وبدون تقطع في الصوت إلى مكان آخر، وبذلك ينشأ صوت صائتي ذو طبيعة متغيرة تتدرج بين صائتين مختلفين. يعرف هكذا صائت بالصائت المزدوج، بينما يعرف الصائت ذو الطبيعة الثابتة بالصائت المنفرد (Monophthong). يشترط في الصائت المزدوج الحقيقي أن يقع في مقطع لفظي واحد وإلا فإنه يعتبر عقدة مكونة من صائتين منفصلين.
بالإضافة إلى الصوائت المزدوجة يوجد في بعض اللغات صوائت يتم فيها الانسياب بين ثلاثة مواقع صائتية مختلفة تعرف بالصوائت الثلاثية (Triphthong).

## صوائت اللغة العربية
اللغة العربية الفصيحة تحتوي نظريا على الصوائت التالية:
- صائت خلفي مغلق مدور /u/
- صائت أمامي مغلق غير مدور /i/
- صائت أمامي مفتوح غير مدور /a/

ولكن كما هو معروف فإن النطق الحقيقي للصوائت في اللغة العربية هو أوسع من هذا بكثير، فقد ذكر اللغويون الأوائل -وعلى رأسهم سيبويه- وأفاضوا في ذكر ظواهر التفخيم والترقيق والإمالة وغيرها مما يدل على وجود طيف صائتي واسع في الجزيرة العربية قديما كما هو الحال في العالم العربي اليوم. في وقتنا تشيع هذه الظواهر الثلاثة، حيث -على سبيل المثال- يلاحظ الترقيق في كثير من لهجات الشام (فلسطين) ومصر والمغرب، وتلاحظ الإمالة التامة في شمال سورية ولبنان وشرق ليبيا وتونس. أما التفخيم فيشيع اليوم في الخليج وفي غرب سورية ووسطها نزولا إلى دمشق.